# Enotico
L'Enotico, o Henotikon (ἑνωτικόν, henōtikón = "strumento di unione"), fu un editto promulgato dall'imperatore romano d'Oriente Zenone (475-491) il 28 luglio 482 dietro suggerimento del patriarca di Costantinopoli Acacio (471-489) per porre fine alle controversie cristologiche che avevano diviso la cristianità in "calcedoniani" (ovvero Roma e Costantinopoli, che avevano sottoscritto i decreti del Concilio di Calcedonia) e "Miafisiti", ovvero le chiese di Antiochia ed Alessandria d'Egitto, che non avevano accettato le conclusioni del concilio.

## Descrizione
Volto a ristabilire l'unità (henosis) religiosa nell'impero, nell'editto si affermava che:
- le decisioni dei primi tre concili ecumenici (Nicea, Costantinopoli ed Efeso) erano valide;
- Cristo è vero Dio e vero Uomo in una persona, omettendo qualsiasi riferimento al numero delle "nature";
- gli insegnamenti di Eutiche e Nestorio erano falsi; i dodici anatematismi di Cirillo di Alessandria alle loro dottrine erano validi;
- Maria era ripetutamente designata Theotókos.

L'Enotico era quindi un tentativo di riunificare la Chiesa riportandola alla situazione pre-calcedonese, senza tuttavia ripudiare esplicitamente il concilio di Calcedonia, ma ignorandolo.
Il decreto aveva forza di legge dello stato: era quindi vincolante per tutti i vescovi dell'impero, pena la deposizione e l'esilio. In realtà l'Enotico non prendeva posizione sui punti delicati della controversia che voleva appianare (la natura o le due nature di Cristo, discusse proprio al Concilio di Calcedonia).

La conseguenza più importante del decreto fu la deposizione dei patriarchi di Alessandria d'Egitto, Talaia, e di Antiochia di Siria, Martirio, poiché si rifiutarono di sottoscrivere il documento. L'imperatore li sostituì nominando Pietro Mongo ad Alessandria (di cui era già stato patriarca nel 477), mentre Pietro Fullo, noto monofisita, si insediò sulla cattedra di Antiochia.
Papa Felice III, nel suo primo sinodo, scomunicò Pietro Fullo, che fu condannato anche da Acacio di Costantinopoli in un sinodo. Nel 484 papa Felice scomunicò tutti i patriarchi, tra cui Acacio di Costantinopoli, il vero promotore del documento. Questi per reazione cancellò il nome del papa dai sacri dittici, originando uno scisma (detto «scisma acaciano») che si protrasse per oltre trent'anni (dal 484 al 519).
L'Enotico fu abrogato dall'imperatore Giustino I (518-527), che ristabilì il rapporto di comunione tra la Chiesa di Costantinopoli e la Chiesa di Roma, chiudendo così lo scisma.